# Colurostylis longicaudata
Colurostylis longicaudata är en kräftdjursart som beskrevs av Jones 1962. Colurostylis longicaudata ingår i släktet Colurostylis och familjen Diastylidae. Inga underarter finns listade i Catalogue of Life.